# Epacanthaclisis minana
Epacanthaclisis minana är en insektsart som först beskrevs av C.-k. Yang 1999.  Epacanthaclisis minana ingår i släktet Epacanthaclisis och familjen myrlejonsländor. Inga underarter finns listade i Catalogue of Life.